# Leif R. Carlsson
Leif Runo Carlsson, född 15 mars 1957 i Rosvik utanför Piteå, är en svensk före detta ishockeyspelare.